# Isaac Willaerts
Isaac Willaerts (Utrecht, 1620 – Utrecht, 1693. június 24.) holland festő. Tengeri jelenetekre specializálódott.

## Élete
Apja, Adam Willaerts szintén festő volt. Tőle tanulta a mesterséget testvéreivel egyetemben, akik szintén festők lettek (Abraham Willaerts és Cornelis Willaerts). Utrecht városában élt s dolgozott, ahol a Szent Lukács céh tagja volt. 1637-ben tanonc lett, 1666-ban pedig céhmesterré vált.
1667-ben Utrecht városa felkérte, hogy restaurálja egy előző századi észak-holland festő, Jan van Scorel portréit, melyek a Jeruzsálemi Testvériség tagjait ábrázolták. Stílusában nagyon hasonló testvéréhez: Abraham Willaerts munkáinak stílusát követi.

## Fordítás
- Ez a szócikk részben vagy egészben  az   Isaac Willaerts című angol Wikipédia-szócikk ezen változatának fordításán alapul.  Az eredeti cikk szerkesztőit annak laptörténete sorolja fel. Ez a jelzés csupán a megfogalmazás eredetét és a szerzői jogokat jelzi, nem szolgál a cikkben szereplő információk forrásmegjelöléseként.